# Ернах
Ернах, Ернак или Хернак (гръцки: Ήρνάχ „Hernach“) е владетел на хуните, третият, най-малък син на Атила († 453). В своето описание Приск Панийски препредава прорицание, според което родът на Атила ще залезе и Ернак ще е единствената надежда за възраждането му.
След смъртта на Елак, наследникът на Атила, през 454, държавата на хуните е разделена на две части от по-малките му братя Денгизих и Ернах, като Ернах управлява земите на изток от Малка Скития (днешна Добруджа). Не е сигурно къде е бил центърът на държавата на Ернах, като една от основните хипотези е свързана с хунския некропол при Новогригориевка, на левия бряг на Днепър. През 466 Ернах отказва помощ на брат си във войната му срещу Източната Римска империя. През 468 Денгизих е убит и се предполага, че Ернах завладява неговите земи северно от Дунав. Той поддържа мирни отношения с Империята до предполагаемата си смърт около 490.
Съществува хипотеза, според която споменатите в „Именник на българските ханове“ легендарни князе Авитохол и Ирник трябва да с идентифицират с историческите личности Атила и Ернах. Според Васил Златарски подобно предположение е несъстоятелно, но то се приема от други историци.
Според Прокопий утигурския хан Сандилх, Ернак имал двама сина:
„...единият се казвал Утигур, а другият Кутригур. След смъртта на баща им те си разделили властта и дали имената си на управляваните от тях племена, така че дори и днес някои от тях се наричат утигури, а други – кутригури.“